# Hockey Prato 1954
L'Hockey Prato 1954, abans Hockey Primavera Prato és una entitat esportiva dedicada a la pràctica de l'hoquei patins amb seu a la localitat italiana de Prato. En la temporada 2008-09 l'Hockey Primavera Prato renuncià a disputar la Serie A2 per motius econòmics, fet que va provocar que es refundés i el seu descens a la Serie B, tercera divisió de la lliga italiana d'hoquei patins. A nivell continental destaquen les participacions en semifinals de les finals a quatre de la Lliga Europea de les temporades 2002-2003 (perduda contra l'Igualada HC) i 2003-2004 (perduda contra el FC Barcelona), així com la semifinal de la Copa de la CERS de la temporada 1996-1997 (perduda contra l'ACR Gulpilhares).

## Palmarès
- 1 Lliga italiana Serie A1 (2002-03)
- 1 Copa italiana (2002-03)
- 1 Copa de la Lliga A1 (2001-02)